# Scytodes tertia
Pour les articles homonymes, voir Tertia.
Espèce
Scytodes tertia est une espèce d'araignées aranéomorphes de la famille des Scytodidae.

## Distribution
Cette espèce se rencontre en Namibie et en Angola.

## Description
Scytodes tertia mesure 4,6 mm.

## Publication originale
- Lawrence, 1927 : Contributions to a knowledge of the fauna of South-West Africa V. Arachnida. Annals of the South African Museum, vol. 25, no 1, p. 1-75 (texte intégral).